# 彩雲信号場
彩雲信号場（チェウンしんごうじょう）は、大韓民国忠清南道論山市にある韓国鉄道公社湖南線と江景線の信号場である。

## 利用可能な路線
韓国鉄道公社
湖南線
江景線

## 歴史
- 1958年5月15日 - 開業。

## 隣の駅
韓国鉄道公社
湖南線
論山駅 - 彩雲信号場 - 江景駅
江景線
江景駅 - 彩雲信号場 - 錬武台駅